# Кушина
Кушина (англ. Cushina; ирл. Cois Eidhní) — деревня в Ирландии, находится в графстве Оффали (провинция Ленстер) у пересечения дорог R400 и R419, на четыре километра севернее Портарлингтона.